# Parasphenula tewfiki
Parasphenula tewfiki är en insektsart som först beskrevs av Boris Petrovich Uvarov 1938.  Parasphenula tewfiki ingår i släktet Parasphenula och familjen Pyrgomorphidae. Inga underarter finns listade i Catalogue of Life.